# うるま市立天願小学校
うるま市立天願小学校（うるま しりつ てんがんしょうがっこう）は、沖縄県うるま市（旧・具志川市）にある公立小学校。

## 沿革
- 1906年（明治39年） - 具志川尋常小学校（現在のうるま市立具志川小学校）から分離し創立。
- 1946年（昭和21年） - 川崎初等学校宇堅分校に改称。
- 1956年（昭和31年） - 川崎小学校宇堅分校に改称。
- 1962年（昭和37年） - 川崎小学校から分離し具志川村教育区立天願小学校に改称。
- 1968年（昭和43年） - 具志川市教育区立天願小学校に改称。
- 1972年（昭和47年） - 沖縄復帰により、具志川市立天願小学校と改称。
- 2005年（平成17年）4月1日 - 市町合併により、うるま市立天願小学校に改称。

## 通学区域
- うるま市赤野の一部
- うるま市宇堅
- うるま市天願
- うるま市みどり町

## 周辺
- うるま市役所
- うるま市立天願幼稚園
- 沖縄県立具志川商業高等学校

## 出身者
- 西銘駿 - 俳優、モデル
- 上原健太 - プロ野球選手（日本ハム）
- 宜野座麻鈴 - アイドル、モデル